# (4675) Ohboke
(4675) Ohboke (1990 SD) – planetoida z pasa głównego asteroid okrążająca Słońce w ciągu 3,75 lat w średniej odległości 2,41 j.a. Odkryta 19 września 1990 roku.